# Arbacia
Arbacia Gray, 1835 è un genere di ricci di mare della famiglia Arbaciidae.

## Tassonomia
Comprende le seguenti specie:
- Arbacia dufresnii (Blainville, 1825)
- Arbacia lixula (Linnaeus, 1758)
- Arbacia punctulata (Lamarck, 1816)
- Arbacia spatuligera (Valenciennes, 1846)
- Arbacia stellata (Blainville, 1825)